# Love Yourself: Answer
Love Yourself: Answer (Love Yourself 結 Answer?, Love Yourself "gyeol" AnswerLR) è la quarta raccolta del gruppo musicale sudcoreano BTS, pubblicata il 24 agosto 2018.

## Antefatti e pubblicazione
Answer viene annunciato il 16 luglio 2018. Il 6 agosto, la Big Hit Entertainment inizia le promozioni del disco pubblicando uno stralcio del diario fittizio legato a tutti i dischi dei BTS usciti a partire da The Most Beautiful Moment in Life, Pt. 1 nel 2015. La nota, scritta da Jin, parla di come abbia trovato un libro di suo padre nel quale vengono descritti i fallimenti del genitore. Tre giorni dopo esce il trailer del disco, contenente la traccia inedita Epiphany, eseguita dal solo Jin e incentrata sul trovare l'amor proprio. Il trailer, diretto da Choi Yong-seok dello studio Lumpens, mostra diverse versioni di Jin in una stanza e narra la storia di un suo personale viaggio di formazione.
La tracklist ufficiale, composta da 25 tracce, viene pubblicata il 20 agosto: oltre a brani provenienti da Love Yourself: Her e Love Yourself: Tear, contiene anche otto inediti (Euphoria, i tre Trivia, Epiphany, I'm Fine, l'apripista Idol e Answer: Love Myself) e alcuni remix di DNA, Mic Drop e Fake Love, oltre ad una versione alternativa di Idol in collaborazione con Nicki Minaj, inclusa soltanto nella versione digitale dell'album.
Il disco esce il 24 agosto in quattro versioni (S, E, L e F), ciascuna con una grafica diversa. Viene accompagnato dal video musicale di Idol, al quale segue, il 6 settembre, il videoclip per la collaborazione con la Minaj.

## Descrizione
Il disco, creato come finale della serie Love Yourself, si pone al termine della sequenza formata dal minifilm Love Yourself: Wonder (起), dall'EP Love Yourself: Her (承) e dall'album Love Yourself: Tear (轉), portando a compimento la composizione narrativa kishōtenketsu secondo la quale la serie è stata sviluppata (起承轉結). Rappresentando la "conclusione" del ciclo, ultima i discorsi sulla giovinezza e la crescita sviluppati a partire dalla trilogia The Most Beautiful Moment in Life, e illustra l'eccitazione dell'amore, i dolori della separazione e l'illuminazione che sia necessario amare se stessi.
Musicalmente spazia per diversi generi di pop; i temi affrontati nell'album sono il senso di legittimazione, la giovinezza, l'amore e la riflessione. L'apripista Idol parla dell'identità dei BTS come idol, dichiarando che sono semplicemente loro stessi a prescindere da come vengano definiti. Euphoria invita l'ascoltatore a partecipare a un viaggio alla ricerca della felicità, interrogandolo se sia ancora troppo legato all'idea di esaudire i sogni che aveva in gioventù. Trivia: Just Dance è un pezzo dance in cui J-Hope usa la passione per la danza per raccontare l'innamoramento, paragonando l'incontro con la persona giusta a quando si balla seguendo lo stesso ritmo. Trivia: Love esplora le tematiche della vita, dell'umanità e dell'amore nella cornice musicale dell'hip hop, facendo ampio uso di onomatopee, simbolismi e Easter eggs, e inserendo una variazione della locuzione cogito ergo sum con la frase "vivo, quindi amo". Su un sound disco funk Trivia: Seesaw paragona i su e giù di un'altalena agli alti e bassi delle storie romantiche, mentre Epiphany è una ballata rock che incarna il tema centrale del disco, quello dell'amor proprio, e risponde ai versi conclusivi di Reflection (Wings, 2016) – "vorrei essere capace di volermi bene" – con il ritornello che recita "La persona che dovrei amare a questo mondo sono io / il me luminoso, la mia preziosa anima / Lo capisco solo ora, oh, quindi mi voglio bene / Sebbene non sia perfetto, sono bellissimo". Narrativamente, si collega con Answer: Love Myself e I'm Fine. La prima ha una melodia "calda e lirica" e testi che comunicano con fermezza la decisione di amare se stessi, la seconda è un brano drum and bass scritto utilizzando la melodia inversa di Save Me, che esprime fiducia in se stessi e la decisione di non sentirsi più tristi, incoraggiando l'ascoltatore a salvarsi da solo.

## Promozione
I BTS hanno promosso il disco esibendosi con Idol e I'm Fine a vari programmi musicali sudcoreani, tra cui M Countdown, Music Bank, Show! Eum-ak jungsim e Inkigayo. Una versione abbreviata di Save Me da The Most Beautiful Moment in Life: Young Forever ha fatto da introduzione alle esibizioni di I'm Fine a M Countdown. Il gruppo ha eseguito Idol ai Soribada Best K-Music Award il 30 agosto 2018 insieme a Fake Love.
Durante il periodo trascorso negli Stati Uniti per la tappa nordamericana del tour Love Yourself, i BTS hanno portato Idol alla seconda semifinale della tredicesima stagione di America's Got Talent trasmessa il 12 settembre, oltre che al The Tonight Show Starring Jimmy Fallon e a Good Morning America, rispettivamente il 25 e il 26 settembre; hanno rilasciato anche una breve intervista ad entrambi i programmi, e un'esibizione bonus di I'm Fine è stata caricata sul canale YouTube del The Tonight Show. Il 12 ottobre sono apparsi al Graham Norton Show sulla BBC.

## Accoglienza
| Recensione | Giudizio |
| ---------- | -------- |
| SCMP       |          |
| AllMusic   |          |
| Clash      | 9/10     |

Love Yourself: Answer è stato recensito positivamente dai critici. Nemo Kim del South China Morning Post gli ha dato quattro stelle su cinque, scrivendo che "i rapper [dei BTS] mostrano le loro doti negli assoli, il gruppo invia un messaggio alla gioventù coreana sull'amare se stessi, e il singolo Idol li vede indossare abiti tradizionali e fondere il pop con antiche percussioni mentre entra la Minaj", lodando il disco che "cementa il posto dei BTS come re del genere". Taylor Glasby del Clash ha descritto la narrazione del disco come un "ritratto delle paure, degli errori e dei pensieri che ci infliggiamo" che resta "acutamente riconoscibile". Ha aggiunto inoltre che la narrazione serve "per ricordarci che ogni persona deve farsi da sé la propria strada, e non c'è una sola risposta su come raggiungere l'auto-accettazione". Tuttavia, sulla traccia conclusiva Answer: Love Myself, Glasby ha scritto che "liricamente eccelle, sebbene vada un po' troppo sul sicuro negli strumenti". Tamar Herman di Billboard ha lodato l'album, definendolo "culmine magistrale di anni di lavoro e pieno di significato, Answer è innegabilmente una magnum opus dei BTS che pochi altri artisti, boy band o meno, possano mai sperare di raggiungere". Billboard in seguito l'ha decretato miglior album K-pop del 2018. Il critico musicale Kim Young-dae ne ha parlato come di "un album concettuale di alto livello, insuperabile in purezza all'interno della musica degli idol e nella più grande musica popolare coreana. [...] Considerando che la tendenza del K-pop odierno consiste principalmente di messaggi facili e semplici, il loro tentativo è assurdamente sperimentale". Per Kim Youn-ha del comitato di selezione dei Korean Music Award, dove Love Yourself: Answer si è aggiudicato il premio di Album dell'anno 2019, si tratta di un disco "travolgente" in cui le tracce "abilmente, senza segno di sofferenza, incarnano la storia che il gruppo sviluppa da due anni e mezzo" creando "un vortice di suoni e argomenti [...] che possono essere solo descritti come un caos".
Spin ha inserito Answer in posizione 83 nella classifica dei 101 album migliori degli anni 2010, scrivendo: "Un matrimonio tra il giorno di Her e la notte di Tear, l'album più ambizioso dei Bangtan Boys potrebbe essere il migliore di sempre per un singolo genere. Dagli schiaffi inattaccabili (DNA, Mic Drop) al soul sinuoso (Singularity, Dimple), dalle note d'amore cristalline (Euphoria, Magic Shop) agli addii incredibilmente vulnerabili (Seesaw, The Truth Untold), questo è K-pop al culmine sotto tutti i punti di vista".

## Tracce

### CD 1
1. Jung Kook – Euphoria – 3:49 (Jordan "DJ Swivel" Young, Candace Nicole Sosa, Melanie Joy Fontana, "hitman" bang, Supreme Boi, Adora, RM)
2. J-Hope – Trivia 起: Just Dance – 3:45 (Hiss noise, J-Hope)
3. Jimin – Serendipity (Full Length Edition) – 4:37 (Slow Rabbit, Ray Michael Djan Jr., Ashton Foster, RM, "hitman" bang)
4. DNA – 3:43 (Pdogg, "hitman" bang, Kass, Supreme Boi, Suga, RM)
5. Jin, Jimin, V e Jung Kook – Dimple (보조개?, BojogaeLR) – 3:16 (Matthew Tishler, Allison Kaplan, RM)
6. RM – Trivia 承: Love – 3:46 (Slow Rabbit, RM, Hiss noise)
7. RM, Suga e J-Hope – Her – 3:49 (Suga, Slow Rabbit, RM, J-Hope)
8. V – Singularity – 3:14 (Charlie J. Perry, RM)
9. Fake Love – 4:02 (Pdogg, "hitman" bang, RM)
10. Jin, Jimin, V e Jung Kook – The Truth Untold (feat. Steve Aoki) (전하지 못한 진심?, Jeonhaji mot-han jinsimLR) – 4:02 (Steve Aoki, Roland Spreckley, Jake Torrey, Noah Conrad, Annika Wells, RM, Slow Rabbit)
11. Suga – Trivia 轉: Seesaw – 4:06 (Slow Rabbit, Suga)
12. RM, Suga e J-Hope – Tear – 4:45 (Shin Myung-soo, Docskim, Suga, RM, J-Hope)
13. Jin – Epiphany – 4:00 (Slow Rabbit, "hitman" bang, Adora)
14. I'm Fine – 4:00 (Pdogg, Ray Michael Djan, Ashton Foster, Lauren Dyson, RM, Bobby Chung, Yoon Kita, Jordan "DJ Swivel" Young, Candace Nicole Sosa, Suga, J-Hope, Samantha Harper)
15. Idol – 3:43 (Pdogg, Supreme Boi, "hitman" bang, Ali Tamposi, Roman Campolo, RM)
16. Answer: Love Myself – 4:11 (Pdogg, Bobby Chung, Jordan "DJ Swivel" Young, Candace Nicole Sosa, RM, Suga, J-Hope, Ray Michael Djan, Ashton Foster, Conor Maynard)

### CD 2
1. Magic Shop – 4:36 (Jung Kook, Hiss noise, RM, Jordan "DJ Swivel" Young, Candace Nicole Sosa, Adora, J-Hope, Suga)
2. Best of Me – 3:46 (Andrew Taggart, Pdogg, Ray Michael Djan Jr, Ashton Foster, Sam Klempner, RM, "hitman" bang, Suga, J-Hope, Adora)
3. Airplane Pt. 2 – 3:39 (Pdogg, RM, Ali Tamposi, Liza Owen, Roman Campolo, "hitman" bang, Suga, J-Hope)
4. Go Go (고민보다 Go?, GominbodaLR) – 3:55 (Pdogg, "hitman" bang, Supreme Boi)
5. Anpanman – 3:54 (Pdogg, Supreme Boi, "hitman" bang, RM, Suga, Jinbo)
6. Mic Drop – 3:57 (Pdogg, Supreme Boi, "hitman" bang, J-Hope, RM)
7. DNA (pedal 2 la mix) – 4:07 (Pdogg, "hitman" bang, Kass, Supreme Boi, Suga, RM)
8. Fake Love (rocking vibe mix) – 3:58 (Pdogg, "hitman" bang, RM)
9. Mic Drop (Steve Aoki remix) (Full Length Edition) – 5:08 (Steve Aoki, Pdogg, Supreme Boi, "hitman" bang, J-Hope, RM, Tayla Parx, Flowsik, Shae Jacobs)

Traccia bonus digitale
1. Idol (feat. Nicki Minaj) – 4:20 (Pdogg, Supreme Boi, "hitman" bang, Ali Tamposi, Roman Campolo, RM, Onika Maraj)

Note:
- Il titolo originale di Dimple è Illegal, scritta da Matthew Tishler e Allison Kaplan, edita da Laundromat Music e Quiet Lion Music con Fujipacific Music Korea Inc. e Ekko Music Rights.

## Formazione
Crediti tratti dalle note di copertina dell'album.
Gruppo
- Jin – voce, gang vocal (traccia 17)
- Suga – rap, scrittura (tracce 4, 7, 11-12, 14, 16-19, 21, 23), produzione (tracce 7, 11), tastiera (tracce 7, 11), registrazione (tracce 7, 11-12, 14, 17), arrangiamento voci (traccia 11), arrangiamento rap (tracce 11, 14, 16-17), gang vocal (tracce 12, 17)
- J-Hope – rap, scrittura (tracce 2, 7, 12, 16-19, 22, 25), ritornello (traccia 2), arrangiamento voci (traccia 2), arrangiamento rap (tracce 2, 16-17), registrazione (tracce 2, 12, 17), gang vocal (tracce 4, 12, 15, 17, 22-23)
- RM – rap, scrittura (tracce 1, 3-10, 12, 14-19, 21-26), gang vocal (tracce 4, 6, 12, 15, 17, 22-23), ritornelli (tracce 6, 20), arrangiamento voci (traccia 6), arrangiamento rap (tracce 6, 16-17), registrazione (tracce 6-7, 12, 17)
- Jimin – voce, gang vocal (traccia 17)
- V – voce, gang vocal (traccia 17)
- Jung Kook – voce, ritornelli (tracce 1, 4-5, 9-10, 14-25), gang vocal (tracce 15, 17), scrittura (traccia 17), produzione (traccia 17), sintetizzatore (traccia 17)

Produzione
- 051 Skater – editing digitale (traccia 2)
- Adora – scrittura (tracce 1, 13, 17-18), ritornelli (tracce 1-3, 6, 10-11, 13-14, 16-17, 19, 21), editing digitale (tracce 1, 6, 8, 10-11, 14-15, 17), registrazione (tracce 1-3, 6, 10-11, 14, 17, 19, 21), gang vocal (tracce 6, 14, 17), programmazione ritmo (traccia 10), sintetizzatore (tracce 11, 17), tastiera (traccia 17), arrangiamento voci (traccia 17)
- Steve Aoki – produzione (tracce 10, 25) , scrittura (tracce 10, 25), tastiera (traccia 25), sintetizzatore (traccia 25)
- "Hitman" Bang – scrittura (tracce 1, 4, 9, 13, 15, 18-26), tastiera (traccia 19), produzione (traccia 23)
- Docskim – produzione (traccia 12), piano (traccia 12), tastiera (traccia 12), sintetizzatore (traccia 12), basso (traccia 12), arrangiamento archi (traccia 12), registrazione (traccia 12), gang vocal (traccia 25)
- Duane Benjamin – arrangiamento corni (traccia 6)
- Bobby Campbell – missaggio (traccia 6)
- Roman Campolo – scrittura (tracce 15, 19, 26)
- Bobby Chung – scrittura (tracce 14, 16)
- Noah Conrad – scrittura (traccia 10)
- Crash Cove – produzione (traccia 5)
- Ray Michael Djan Jr. – scrittura (tracce 3, 14, 16, 18)
- Docskim – scrittura (traccia 12)
- Lauren Dyson – scrittura (traccia 14)
- Flowsik – scrittura (traccia 25)
- Melanie Joy Fontana – scrittura (traccia 1)
- Ashton Foster – scrittura (tracce 3, 14, 16, 18), ritornello (traccia 18)
- Chris Gehringer – mastering
- Samantha Harper – scrittura (traccia 14)
- Hiss Noise – editing digitale (tracce 1-2, 6, 8-11, 14-16, 19, 21, 24) , produzione (traccia 2) , scrittura (tracce 2, 6, 17), tastiera (tracce 2, 17), sintetizzatore (tracce 2, 17), gang vocal (tracce 6, 14, 17, 25), produzione aggiuntiva (traccia 6), chitarra (traccia 17)
- Bob Horn – missaggio (tracce 10, 13)
- Shae Jacobs – scrittura (traccia 25)
- Jinbo – scrittura (traccia 21)
- Jaycen Joshua – missaggio (tracce 19-22, 25)
- June – ritornelli (tracce 3, 6, 13)
- Jung Jae-pil – chitarra (traccia 4)
- Jung Woo-young – editing digitale (tracce 1-2, 16-17), registrazione (tracce 3-4, 6-7, 9, 11, 16-17, 23-24)
- Allison Kaplan – scrittura (traccia 5)
- Kass – scrittura (tracce 4, 23), ritornelli (tracce 4, 23), gang vocal (tracce 4, 22-23), registrazione (tracce 4, 23), sintetizzatore (traccia 5), produzione aggiuntiva (traccia 5)
- Kim Seung-hyun – chitarra (traccia 3)
- Yoon Kita – scrittura (traccia 14)
- Sam Klempner – ritornello (tracce 13, 18) , scrittura (traccia 18), registrazione (traccia 18)
- Lee Joo-young – basso (tracce 4, 6-7, 11, 13, 16-20, 23-24)
- Lee Shin-sung – ritornelli (tracce 4, 13, 23)
- Lee Tae-wook – chitarra (tracce 6, 9-11, 16-17, 19, 23-24)
- Ken Lewis – missaggio (traccia 12)
- Conor Maynard – scrittura (traccia 16)
- Onika Maraj – scrittura (traccia 26)
- Randy Merrill – mastering
- Ben Milchev – assistenza al missaggio (tracce 19-22, 25)
- David Nakaj – assistenza al missaggio (tracce 19-22, 25)
- Liza Owen – scrittura (traccia 19)
- Park Jin-se – missaggio (traccia 23)
- Tyla Parx – scrittura (traccia 25)
- Pdogg – sintetizzatore (tracce 2, 4, 9, 14-16, 18-22, 25) , moog bass (traccia 2) , programmazione aggiuntiva (traccia 3) , scrittura (tracce 4, 9, 14-16, 18-26), produzione (tracce 4, 9, 14-16, 18-22), tastiera (tracce 4, 9, 14-16, 18-22), gang vocal (tracce 4, 6, 14, 17, 22-23, 25), arrangiamento voci (tracce 4, 8-10, 14-15, 17-24), arrangiamento rap (tracce 4, 9, 14-15, 19, 21-25), registrazione (tracce 4, 8-10, 13-15, 17-25), produzione aggiuntiva (tracce 6, 25), editing digitale (tracce 9-10, 15, 19, 21, 24), vocoder (tracce 11, 18)
- Charlie J. Perry – produzione (traccia 8) , scrittura (traccia 8), tastiera (traccia 8), basso (traccia 8)
- Erik Reichers – corni (traccia 6), registrazione (traccia 6)
- James F. Reynolds – missaggio (tracce 4, 9, 14-15)
- Shaun – chitarra (traccia 18), registrazione (traccia 18)
- Shin Myung-soo – scrittura (traccia 12)
- Slow Rabbit – produzione aggiuntiva (tracce 1, 10) , registrazione (tracce 1, 3, 5-8, 10-11, 13, 16-19) , produzione (tracce 3, 6-7, 11, 13, 23-24) , scrittura (tracce 3, 6-7, 10-11, 13), tastiera (tracce 3, 6-7, 11, 13, 23-24), sintetizzatore (tracce 3, 6-7, 11, 13, 23-24), arrangiamento voci (tracce 3, 5, 8, 10-11, 13, 16-19), gang vocal (tracce 6, 14), editing digitale (tracce 6, 11, 13), arrangiamento rap (tracce 7, 11, 18), programmazione ritmo (traccia 10)
- Roland Spreckley – scrittura (traccia 10)
- Supreme Boi – scrittura (tracce 1, 4, 15, 20-23, 25-26), ritornelli (tracce 4, 9, 15, 21-25), gang vocal (tracce 4, 6, 12, 14-15, 17, 22-23, 25), registrazione (tracce 4, 7, 12, 15, 18-23, 25), editing digitale (tracce 6, 9, 11-12, 14-15, 21, 24), arrangiamento rap (tracce 7, 12, 15, 18-21), arrangiamento voci (tracce 15, 20, 22, 25), vocoder (traccia 21)
- Candace Nicole Sosa – scrittura (tracce 1, 14, 16-17), chitarra (traccia 1)
- Andrew Taggart – produzione (traccia 18) , scrittura (traccia 18), tastiera (traccia 18), sintetizzatore (traccia 18), chitarra (traccia 18)
- Ali Tamposi – scrittura (tracce 15, 19)
- Matthew Tishler – produzione (traccia 5) , scrittura (traccia 5), tastiera (traccia 5), sintetizzatore (traccia 5)
- Jake Torrey – scrittura (traccia 10)
- Annika Wells – scrittura (traccia 10)
- Yang Ga – missaggio (tracce 2-3, 5, 7-8, 11, 24)
- Jordan "DJ Swivel" Young – produzione (traccia 1) , scrittura (tracce 1, 14, 16-17), tutti gli strumenti esclusa la chitarra (traccia 1), missaggio (tracce 1, 16-18)

## Successo commerciale
Nel periodo dal 18 al 24 luglio, i primi sei giorni di preordini, sono stati registrati oltre 1,51 milioni di copie secondo il distributore Iriver, superando Love Yourself: Tear come album con i preordini più alti in Corea del Sud. In seguito il disco ha esordito in prima posizione nella Gaon Album Chart settimanale, vendendo 1 933 450 copie negli ultimi otto giorni del mese di agosto. È diventato il più venduto mensilmente nella storia della Gaon Chart, sostituendo il precedente detentore del titolo, Love Yourself: Tear sempre dei BTS. A ottobre 2018, Love Yourself: Answer è diventato il primo album ad essere certificato due volte Million dalla Korea Music Content Association, per aver venduto oltre due milioni di copie. Alla fine dell'anno, con oltre 2 190 000 copie vendute, è diventato il disco più venduto fino a quel momento nella storia della Gaon Chart. Nel 2018 è stato inoltre il secondo album più venduto a livello globale secondo la IFPI.
Love Yourself: Answer ha debuttato in prima posizione nella statunitense Billboard 200, diventando il secondo disco dei BTS ad arrivare in vetta alla classifica e quello con le vendite settimanali più alte in territorio statunitense: ha registrato 185.000 unità album-equivalenti, di cui 141.000 album puri. Primo album K-pop a classificarsi nella Billboard 200 per un intero anno, posizionandovisi per 52 settimane non consecutive tra l'uscita e novembre del 2019, è il più longevo del genere sulla classifica statunitense, con 100 settimane totali a giugno 2021.
Idol è diventata la prima canzone dei BTS, e la prima in lingua coreana, a entrare nella top 40 della britannica Official Singles Chart, piazzandosi alla ventunesima posizione. In Irlanda è stata, invece, trentatreesima. Love Yourself: Answer è stato inoltre il terzo disco dei BTS a entrare nella top 20 britannica, posizionandosi quattordicesimo nella classifica degli album.
In Giappone è stato il terzo album di un artista coreano più importato nel 2018.

## Classifiche

### Classifiche settimanali
| Classifica (2018-23) | Posizione massima |
| -------------------- | ----------------- |
| Australia            | 9                 |
| Austria              | 14                |
| Belgio (Fiandre)     | 5                 |
| Belgio (Vallonia)    | 24                |
| Canada               | 1                 |
| Corea del Sud        | 1                 |
| Danimarca            | 8                 |
| Estonia              | 2                 |
| Finlandia            | 5                 |
| Francia              | 49                |
| Germania             | 23                |
| Giappone             | 1                 |
| Grecia               | 47                |
| Irlanda              | 15                |
| Italia               | 18                |
| Messico              | 6                 |
| Norvegia             | 25                |
| Nuova Zelanda        | 11                |
| Paesi Bassi          | 5                 |
| Polonia              | 48                |
| Regno Unito          | 14                |
| Spagna               | 7                 |
| Stati Uniti          | 1                 |
| Svezia               | 20                |
| Ungheria             | 10                |

### Classifiche di fine anno
| Classifica (2018) | Posizione |
| ----------------- | --------- |
| Belgio (Fiandre)  | 105       |
| Corea del Sud     | 1         |
| Giappone          | 14        |
| Messico           | 69        |
| Paesi Bassi       | 70        |
| Stati Uniti       | 85        |
| Classifica (2019) | Posizione |
| Belgio (Fiandre)  | 135       |
| Corea del Sud     | 14        |
| Francia           | 189       |
| Nuova Zelanda     | 50        |
| Spagna            | 90        |
| Stati Uniti       | 118       |
| Ungheria          | 45        |
| Classifica (2020) | Posizione |
| Belgio (Fiandre)  | 130       |
| Corea del Sud     | 49        |
| Stati Uniti       | 156       |
| Ungheria          | 49        |
| Classifica (2021) | Posizione |
| Corea del Sud     | 31        |
| Belgio (Fiandre)  | 188       |
| Ungheria          | 73        |
| Classifica (2022) | Posizione |
| Corea del Sud     | 65        |

## Riconoscimenti
- Gaffa-Prisen Award
  - 2019 – Miglior album internazionale[113]
- Circle Chart Music Award
  - 2019 – Album dell'anno - terzo trimestre[114]
- Golden Disc Award
  - 2019 – Bonsang - sezione album[115]
  - 2019 – Daesang - sezione album[116]
- Korea Popular Music Awards
  - 2018 – Miglior album[117]
- Korean Music Award[118]
  - 2019 – Candidatura Album dell'anno
  - 2019 – Candidatura Miglior album pop
- MBC Plus X Genie Music Award
  - 2018 – Album digitale dell'anno[119]
- Red Dot Design Award
  - 2020 – Premio Brand & Communication Design[120]
- Soompi Award
  - 2019 – Album dell'anno[121]
- The Fact Music Award
  - 2019 – Miglior album[122]